# Sigma Technology Group
Sigma Technology Group är ett privatägt konsultföretag med kompetens och kapacitet inom mjukvaruutveckling, produktinformation, inbyggda system, digitala lösningar och IT-infrastruktur och erbjuder spetskompetens i form av expertkonsulter, offshore-leverans och utvecklingsteam.[källa behövs] Företaget är ett dotterbolag till Sigma AB och har verksamheter runt om i Sverige samt Ungern, Kina, Norge, Tyskland och Ukraina och global leverans till Europa, USA och Kina. Sigma Technology har sitt huvudkontor på Lindholmspiren i Göteborg.[källa behövs]

## Koncernstruktur
Sigma Technology Group AB är ett dotterbolag till Sigma AB och är i sin tur uppdelat i en rad olika bolag
- Sigma Technology China (reg. Sigma Kudos Beijing Co. Ltd.)
- Sigma Technology Embedded Consulting
- Sigma Technology Development
- Sigma Technology Hungary
- Sigma Technology Information AB
- Sigma Technology Embedded Solutions AB
- Sigma Technology Informatics Solutions AB
- Sigma Technology Systems AB
- Sigma Software
- Sigma Technology Transformation AB
- Sigma Technology Cloud AB
- Sigma Technology Norway
- Sigma Technology Insight Solutions AB
- Sigma Technology Tech House AB
- Sigma Technology IT Infra AB
- Sigma Technology Software Solutions AB
- Sigma Technology Origo
- Sigma Technology Digital Solutions AB
- ETECTURE[3]
- Sigma Technology Experience AB

## Geografisk placering
Sigma Technology finns verksamma med kontor i följande städer:

### Sverige
- Borås
- Eskilstuna
- Gothenburg
- Halmstad
- Helsingborg
- Jönköping
- Kalmar
- Karlshamn
- Karlskrona
- Karlstad
- Kristianstad
- Linköping
- Lund
- Malmö
- Norrköping
- Skövde
- Stockholm
- Sundsvall
- Södertälje
- Trollhättan
- Värnamo
- Västerås
- Växjö
- Örebro

### Kina
- Beijing
- Shanghai

### Ungern
- Budapest

### Tyskland
- Frankfurt am Main
- Karlsruhe

### Ukraina
- Kharkiv
- Kyiv
- Lviv
- Odesa

### Norge
- Oslo

### Polen
- Warszawa